# Atonismo

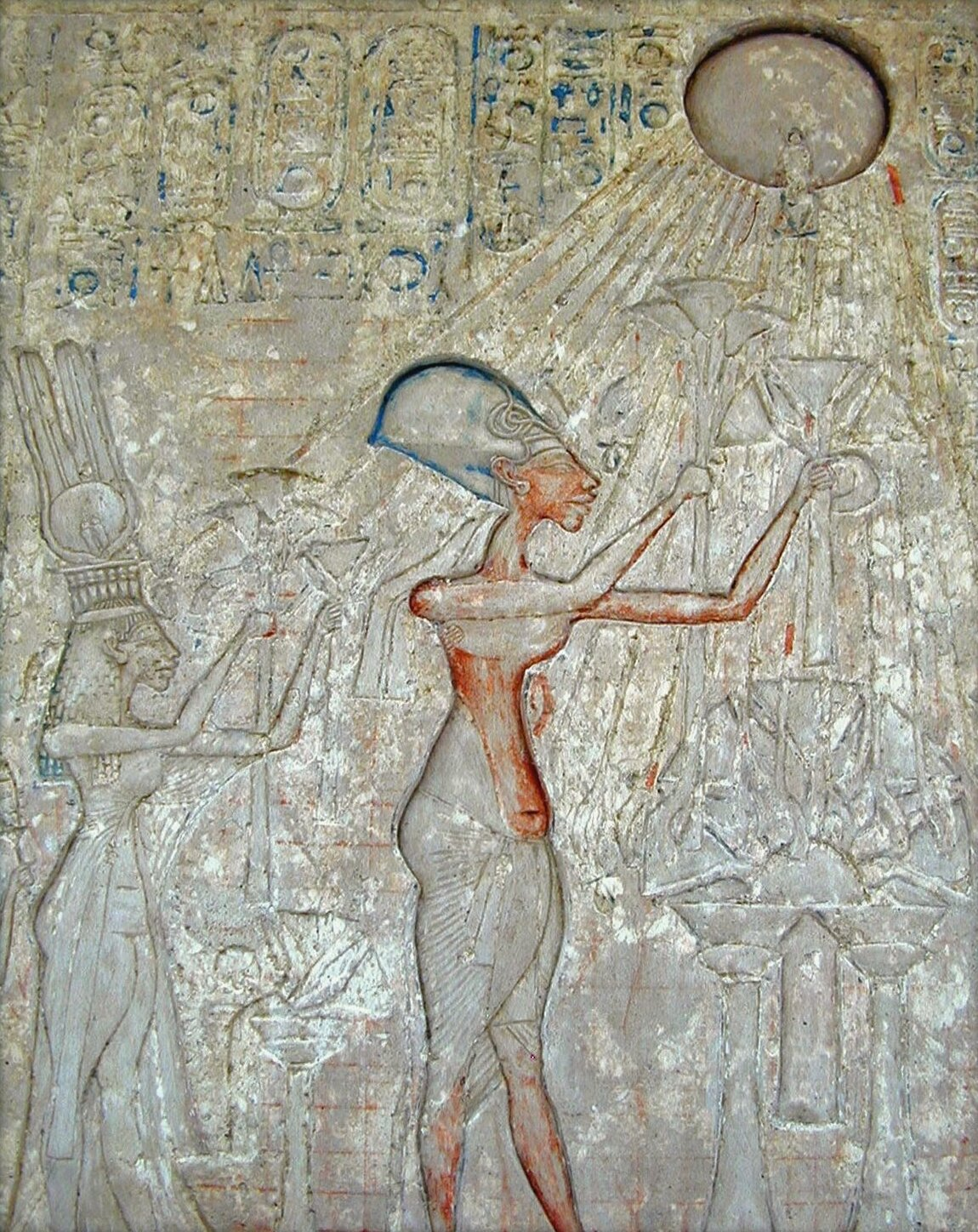
Il faraone Akhenaton e la sua famiglia mentre offrono doni votivi ad Aton

L'atonismo fu una religione dell'Antico Egitto che prosperò durante il regno del Faraone Akhenaton della XVIII dinastia egizia. 

## Storia
Akhenaton salì al trono succedendo al padre Amenofi III, intorno alla metà del XIV sec. a.C., con il nome di Amenofi IV, ma ben presto mutò il proprio nome e instaurò una religione basata esclusivamente sul culto di Aton, il disco solare, in netto contrasto con la precedente religione che vedeva il pantheon egizio costituito da innumerevoli divinità.
Tanto le divinità precedenti erano adorate in ambienti scuri e bui (si consideri che un attributo di Amon era "il Nascosto"), quanto la religione atoniana fu proiettata verso spazi aperti con modifiche strutturali ed architettoniche anche degli stessi complessi templari dedicati ad Aton.
Di fatto la religione atoniana andrebbe vista anche sotto un profilo più strettamente politico giacché essa fu il culmine di un'operazione di allontanamento dallo strapotere del clero amoniano, già iniziata sotto i predecessori Thutmose III, nonno di Akhenaton, ed Amenofi III.
Nel suo 4º anno di regno Akhenaton, anche per non legarsi a nessuna delle località elette dalle divinità preesistenti quale proprio territorio, trasferirà la capitale da Tebe a una nuova città appositamente edificata: Akhetaton, ovvero "Orizzonte di Aton", oggi Tell el-Amarna. La religione atoniana, ed il periodo di circa 30 anni in cui essa si sviluppò, è anche nota, normalmente, con il nome di eresia amarniana (da Amarna, il nome moderno della zona un cui sorgeva la città di Akhetaton). 
È controverso se la religione atoniana sia di tipo monoteistico o, ed è l'ipotesi più accreditata dagli studiosi, di tipo enoteistico.
All'"eresia amarniana" sono collegate anche variazioni del canone artistico cui si fa riferimento, oggi, come arte amarniana, dai caratteri decisamente innovativi nel panorama dell'arte pittorica e scultorica egizia. Anche in campo letterario l'atonismo lascia di sé traccia in un famoso Inno ad Aton che si vuole scritto dallo stesso sovrano.
Aton, il disco solare, era la divinità oggetto di questo culto; si trattava di un Dio già attestato anticamente tra le altre divinità egizie (nei Testi delle piramidi viene indicato quale "contenitore" del sole nelle sue differenti manifestazioni all'alba, al mezzogiorno o al tramonto), ma è solo sotto il regno di Akhenaton che divenne divinità dinastica associata al sole del tramonto.
Alla morte di Akhenaton, il trono venne assunto da un faraone poco noto, Smenkhara, il cui regno durò forse meno di un anno; suo successore fu il giovane Tutankhaton che variò ben presto la parte teofora del suo nome in Tutankhamon, in favore, quindi, nuovamente del dio Amon. A lui si deve la restaurazione degli antichi dei attestata da una stele detta, appunto, Stele della restaurazione,  successivamente "usurpata" da uno dei suoi successori, il faraone Horemheb.